# Приорельский сельский совет
Приорельский сельский совет (укр. Приорільська сільська рада, до 2016 года — Пролетарский сельский совет, укр. Пролетарська сільська рада) — входит в состав Магдалиновского района Днепропетровской области Украины.
Административный центр сельского совета находится в пос. Приорельское.

## Населённые пункты совета
- пос. Приорельское
- с. Гавришовка
- с. Звёздное